# Buonvicino
Buonvicino község (comune) Olaszország Calabria régiójában, Cosenza megyében.

## Fekvése
A megye nyugati részén fekszik. Határai: Belvedere Marittimo, Diamante, Grisolia, Maierà, Mottafollone, San Sosti és Sant’Agata di Esaro.

## Története
A település eredete a 13. századra vezethető vissza, három kis falu (Salvato, Tripidone, Trigiano) egyesülésével jött létre.

## Népessége
A népesség számának alakulása:

## Főbb látnivalói
- Palazzo Cauteruccio
- Palazzo de Paola
- Palazzo Caglianone
- Palazzo del Lago
- San Ciriaco Abate-templom
- San Vito-kápolna
- Madonna della Neve-templom